# Sixpack France
Sixpack France es una marca francesa de moda creada en 1998 por Lionel Vivier. Esta fue la primera marca francesa en utilizar el sistema de colaboración con artistas.

## Historia
En sus inicios, Sixpack era una tienda en la ciudad de Aviñón, en el sur de Francia. Esta tienda vendía objetos de arte callejero como vinilos, ropa, y libros. Los fundadores de Sixpack estuvieron muy implicados en desarrollo del grafiti francés. La tienda ocupó rápidamente un lugar importante y reconocido en la vanguardia francesa. Fue en esta época que Sixpack imprimió sus primeras camisetas. Las cuales tenían una similitud a las auténticas colecciones.
Hoy en día, Sixpack France está más cerca de ser un label que de una marca tradicional, con varias actividades como concepción y creación de ropa de moda, organización de exposiciones de arte, o edición de libros y música.